# حجل سيتشوان
حجل سيتشوان (الإسم العلمي:Arborophila rufipectus)، هو نوع من الطيور يتبع جنس حجلان التلال من أسرة الحجلاوات ضمن فصيلة التدرجية من رتبة الدجاجيات.